# Нинет Тайеб
Нинет Тайеб (на иврит: נינט טייב) е израелска певица, актриса и модел.

## Биография
Родена е на 21 октомври 1983 г. в Кирят Гат. През 2003 г. печели първия сезон на шоуто Kochav Nolad (израелският вариант на Pop Idol), след което подписва с музикалната компания „Teddy productions“. Популярността на младата изпълнителка расте с главната роля в ситкома „Нашата песен“, излъчван между 2004 и 2007 г. Още преди да издаде албум е наричана „израелският феномен“.
През 2006 г. записва първия си албум „Barefoot“, като голяма част от песните са композирани от рок музиканта Авив Гефен, който е и продуцент на изданието. Албумът достига платинен статус за по-малко от 24 часа, а пет от песните достигат №1 в класацията на Израелското национално радио. Въпреки успеха на дебютния албум, Нинет решава да промени музикалния си стил и вторият ѝ албум „Communicative“ е смесица от пост пънк и алтернативен рок, а в записите участват музикантите от група Rockfour. Албумът е възприет негативно от феновете, но скоро по-различна аудитория оценява творчеството на Тайеб и според самата певица това е време на „психологическа и музикална метаморфоза“
Междувременно участва във филма „Кирот“, както и в рок мюзикъла „Пробуждането“, за който получава номинация за най-добра театрална актриса през годината. През 2011 г. участва като китарист и беквокал в албума „Bad Love“ на групата The Walking Man. Следващата година издава първия си изцяло англоезичен албум „Sympathetic Nervous System“, който е смятан за един от най-добрите в творчетвото ѝ. Следващият ѝ албум „All the Animals Knew“ е изцяло на иврит, а две от песните са по текстове на израелския поет Дори Манор.
През 2015 г. участва в албума „Hand.Cannot.Erase“ на Стивън Уилсън, като пее в песните „Routine“ и „Ancestral“. Сътрудничеството ѝ с Уилсън продължава и в албума „To the bone“, където Нинет изпълнява три песни, включително сингъла „Pariah“.
През 2017 г. в САЩ излиза албумът ѝ „Paper Parachute“. Албумът е добре възприет и е описван като „първичен, енергичен и динамичен“.

## Дискография

### Соло
- Barefoot – 2006
- Communicative – 2009
- Sympathetic Nervous System – 2012
- All the Animals Knew – 2013
- Paper Parachute – 2017

### The Walking Man
- Bad Love – 2011

### Стивън Уилсън
- Hand.Cannot.Erase – 2015
- To the Bone – 2017